# Ferrari FXX-K
Ferrari FXX-K – hipersamochód produkowany pod włoską marką Ferrari w latach 2015 – 2017.

## Historia i opis modelu

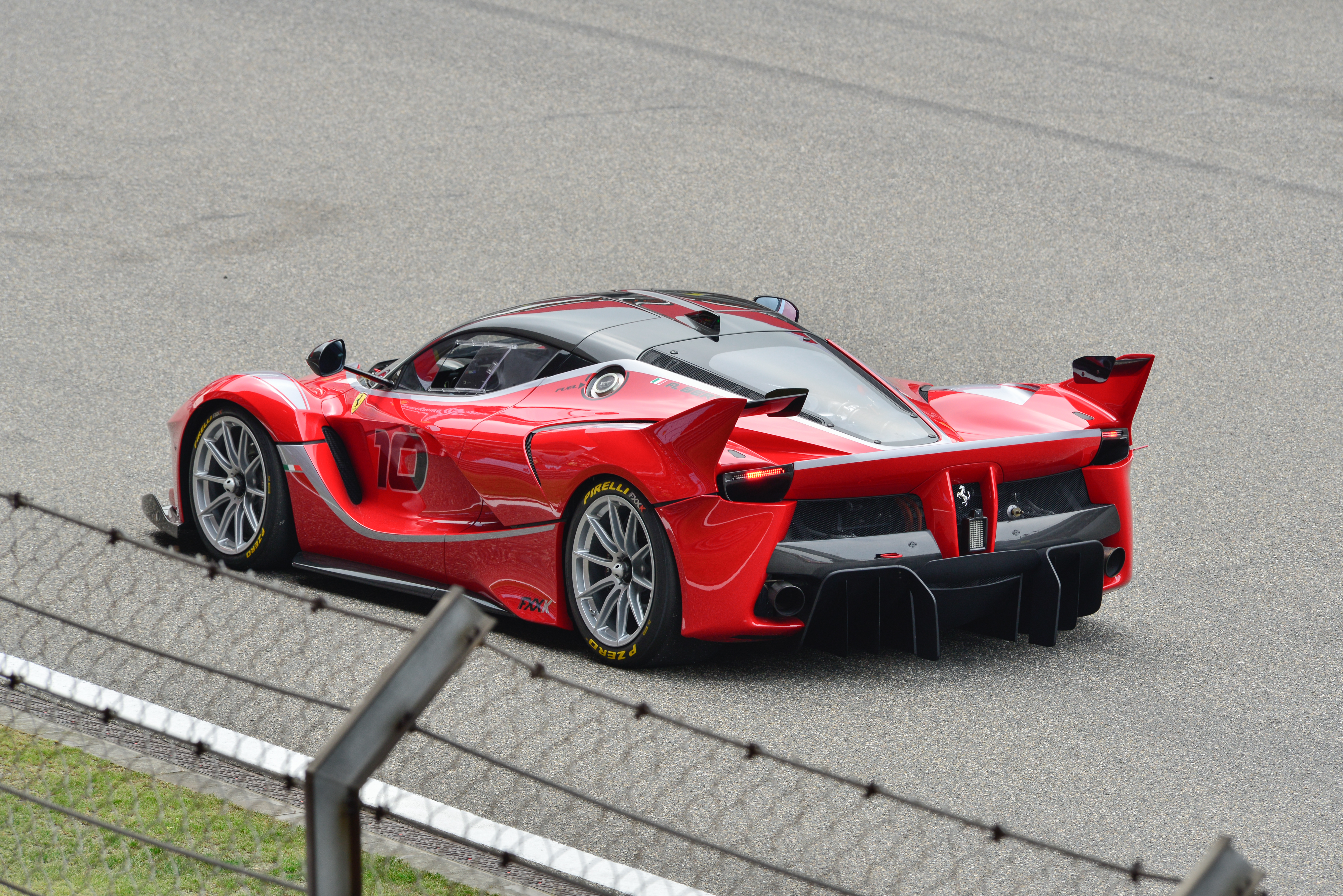
Ferrari FXX-K - tył

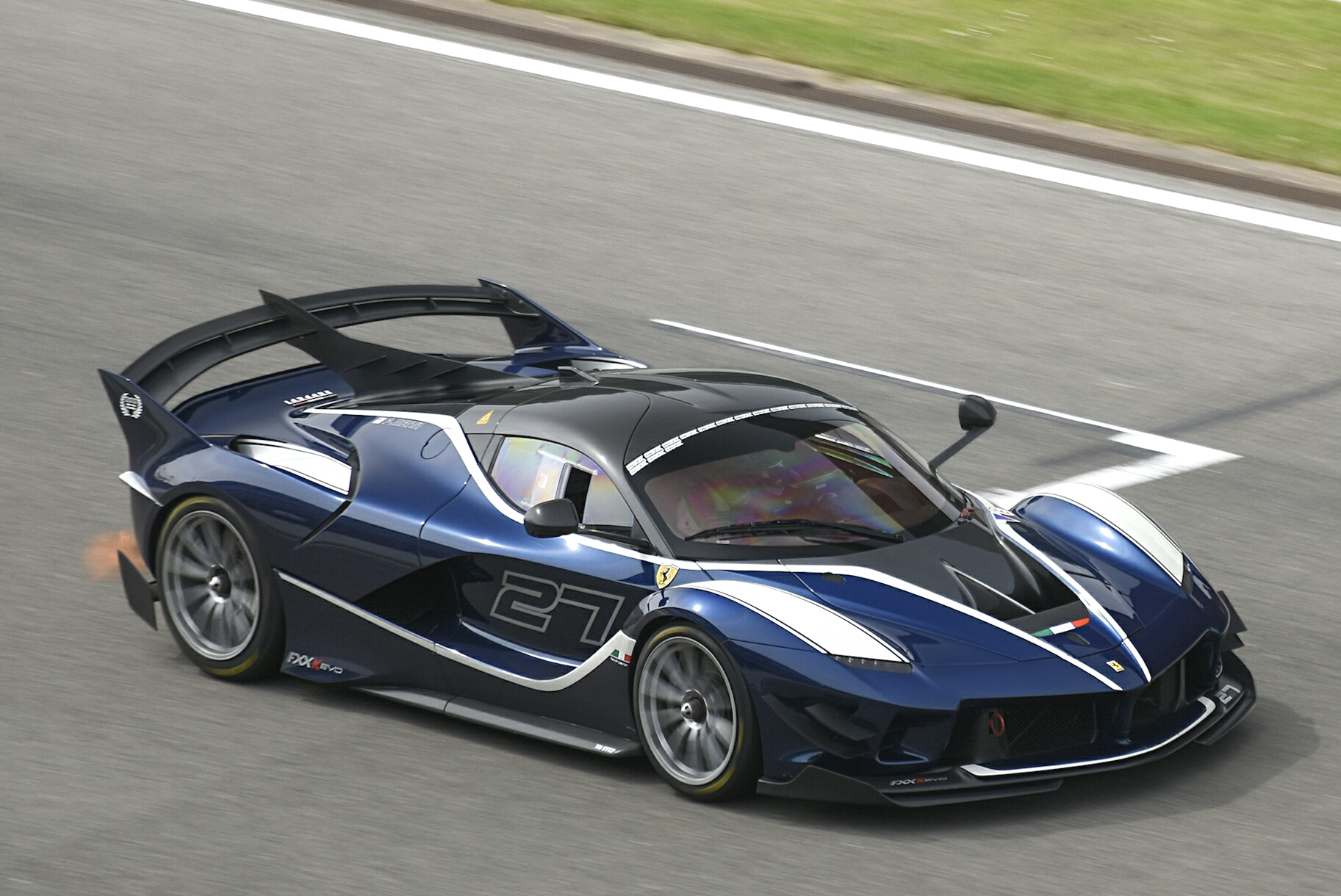
Ferrari FXX-K Evo

Pod koniec 2014 roku podczas pokazu w Ferrari World Abu Dhabi włoska firma przedstawiła nową generację wyczynowego hipersamochodu przystosowanego do poruszania się wyłącznie w warunkach torowych, zastępując model FXX będące odpowiednikiem cywilnego Enzo Ferrari. Na analogicznej zasadzie Ferrari FXX-K zostało wyścigowym wariantem przedstawionego przed rokiem LaFerrari.
Ferrari FXX-K przeszło obszerny zakres wizualnych i technicznych modyfikacji w stosunku do pierwowzoru, zyskując większe wloty powietrza, rozbudowane ospojlerowanie z dyfuzorem, a także m.in. mniejsze reflektory oraz dedykowane malowanie nadwozia wzbogacone oznaczeniami numerycznymi. Modyfikacje i ruchome elementy umożliwiły uzyskanie optymalnych właściwości aerodynamicznych. Ogumienie Pirelli pozwala razem ze spojlerami zapewnić docisk do 540 kilogramów przy poruszaniu się z prędkością 200 km/h.

### Sprzedaż
FXX-K to samochód stricte wyścigowy o charakterze torowym, który nie został dopuszczony do legalnego poruszania się po drogach publicznych. Jego budowa odbywała się w zgodzie z wytycznymi FIA. 
Ferrari wyprodukowało ten model z myślą o ściśle wyselekcjonowanemu gronu nabywców, którzy są już właścicielami cywilnego LaFerrari - pula zbudowanych egzemplarzy obejmowała 40 samochodów, z których korzystać można podczas wyznaczonych przez Ferrari wydarzeń torowych. Już rok po zbudowaniu ostatniego egzemplarza, w czerwcu 2018 roku na sprzedaż trafił pierwszy egzemplarz FXX-K na rynku wtórnym.

### Dane techniczne
Ferrari FXX-K jest samochodem hybrydowym wyposażonym w autorski spalinowo-elektryczny układ napędowy konstrukcji włoskiej firmy o nazwie KERS. Układ napędowy o łącznej mocy 1050 KM tworzy silnik benzynowy typu V12 o pojemności 6,3 litra i mocy 860 KM oraz silnik elektryczny rozwijający moc 190 KM. Maksymalny moment obrotowy FXX-K to 900 Nm, z kolei podczas jazdy ze wzniesienia lub hamowania system KERS pozwala na odzyskiwanie energii w ramach trybu rekuperacji. Kierujący wyścigowym hipersamochodem ma do dyspozycji cztery tryby jazdy: Qualify i Long Run do optymalizacji prędkości na kolejno krótkich i dłuższych przejazdach torowych, a także Manual Boost zapewniający szybki wzrost momentu obrotowego oraz Fast Charge do sprawnego uzupełnienia stanu akumulatorów.